# 매슈 퍼거슨
매슈 퍼거슨(Matthew Ferguson, 1973년 4월 3일 ~ )은 캐나다의 배우이다.

## 출연
- 오닝 마호니 (2003년)
- 큐브 2 (2002년)
- 언컷 (1997년)
- 잉글리쉬 페이션트 (1996년)
- 소녀와 여성의 삶 (1994년)